# Glacera del Nant Blanc
La glacera del Nant Blanc és una glacera del Massís del Mont Blanc. Té uns 2 km de longitud i prové de les caigudes del serac procedents de la cara nord-oest de l'Aiguille Verte, cara també anomenada "Nant Blanc".
Les glaceres Nant Blanc i Les Drus es troben als peus de les cares NW de l’Aiguille Verte i del Drus. Fluïen a l'oest cap al Mer de Glace, ja que actualment estan gairebé arrelades al seu circ de subministrament.
A aquestes dues glaceres hem d’afegir la glacera dels Grands Montets del mateix sector, aquesta es troba en un nivell crític, la seva superfície ha disminuït i el seu gruix s'ha reduït considerablement.